# Dicranum fasciculatum
Dicranum fasciculatum là một loài rêu trong họ Dicranaceae. Loài này được Schumach. mô tả khoa học đầu tiên năm 1803.